# 花川町 (浜松市)
花川町（はなかわちょう）は、静岡県浜松市中央区花川地区にある町である。丁番を持たない単独町名である。住居表示未実施。

## 概要
吉野町（よしのちょう）と吉野東町（よしのひがしまち）が、合併統合及び町名変更して設定された浜松市中区(旧)では最北端だった、浜松市中央区の町。市街化調整区域に在る為、町内には畑が多く山や沢川もあり、自然が豊かである。旧くから同和問題を抱えており、吉野の地名に差別的な印象を与えており、合併時に町名変更で吉野の地名が排除された。付近には、浜松西インターチェンジや浜松環状線などがあり、利便性が良い。また、町内には花川運動公園があり、春には桜が咲き、毎年多くの花見客が訪れる。

## 施設
- 花川運動公園（花川町、西丘町）- 2003年10月26日に、天皇皇后夫妻を迎えてのNEW!!わかふじ国体テニス競技大会が行われた。
- 浜松市立花川小学校
- 浜松市立花川幼稚園
- 白山神社 - 毎年秋には町をあげての大祭が行われる。
- 北星会館（さくら会）- 小学校の児童に放課後多く利用されている。
- 長栄寺
- 花川郵便局
- 財団法人浜松市北部清掃公社
- ハレルヤコミュニティーチャーチ浜松教会

## 歴史
延長元年（923年）、大和朝廷の要人二人が、町北部の谷を流れる北川の芳池（よしいけ）に住居を構える。その後、周辺では多数の土器が発見され、芳池遺跡と認定された。よって、当時から先祖が農耕生活を営んでいたと考えられている（町発行の歴史本より）。

### 町名の由来
町名の由来は、町の南部の谷を流れる川、「花川」から。川名のとおり花川沿いにはたくさんの桜の木があるが、正確には、山の椎の木の白い花が咲いて散り、沢川に浮いていた様子に由来する。さらに、旧名須野木沢村（すのきざわむら）もまた、“椎の木沢”に由来するといわれている。現在も山中には、たくさんの椎の木が見られる。なお、旧名吉野町は上記の歴史から、大和朝廷があった後醍醐天皇ゆかりの地、吉野にちなんだものである。

## 世帯数と人口
2018年（平成30年）12月1日現在の世帯数と人口は以下の通りである。
| 町丁   | 世帯数  | 人口  |
| ------ | ------- | ----- |
| 花川町 | 409世帯 | 907人 |

## 小・中学校の学区
市立小・中学校に通う場合、学区は以下の通りとなる。
| 番・番地等 | 小学校             | 中学校             |
| ---------- | ------------------ | ------------------ |
| 全域       | 浜松市立花川小学校 | 浜松市立開成中学校 |

## 交通

### バス
- 遠鉄バス
  - 40気賀三ヶ日線：（浜松駅 方面 - ）一里山南（ - 聖隷三方原病院／気賀駅前／三ヶ日車庫 方面）
  - 41高台線：（浜松駅 方面 - ）長栄寺入口 - 花川小学校 - 花川 - 花川運動公園

### 道路
- 静岡県道319号村櫛三方原線 - 町内の幹線道路である。

## その他

### 日本郵便
- 郵便番号 : 433-8109[3]（集配局：浜松北郵便局[7]）。

### 警察
町内の警察の管轄区域は以下の通りである。
| 番・番地等 | 警察署         | 交番・駐在所 |
| ---------- | -------------- | ------------ |
| 全域       | 浜松中央警察署 | 葵高丘交番   |